# Islas Caimán en los Juegos Olímpicos de Los Ángeles 1984
Las Islas Caimán estuvieron representadas en los Juegos Olímpicos de Los Ángeles 1984 por ocho deportistas, siete hombres y una mujer, que compitieron en dos deportes.
El portador de la bandera en la ceremonia de apertura fue el regatista Carson Ebanks. El equipo olímpico no obtuvo ninguna medalla en estos Juegos.